# هيلما أف كلينت
هيلما اف كلينت (26 أكتوبر 1862/21 أكتوبر 1944) فنانة سويدية من أوائل رواد الفن التجريدي.
في سن العشرين اهتمت بعالم الروحانيات وبدأت في رسم أعمال تجريدية تحت عنوان «لوحات المعبد». وفيما استمر نجاح أعمالها التصويرية العلنية طوال حياتها، أوصت كلينت بألا تعرض أعمالها التجريدية إلا بعد وفاتها بعشرين سنة، معتبرة أن الجمهور ليس ناضجا بما يكفي لفهم أعمالها في تلك المرحلة.
في عام 1986، أي بعد وفاتها بـ42 عاماً عرضت اعمالها التجريدية لأول مرة في متحف لوس أنجلس للفن المعاصر.

## النشأة
هي الطفلة الرابعة الكابتن فيكتور كلينت، قائد القوات البحرية السويدية، وماتيلدا كلينت (ني سونتاج)، قضت هيلما كلينت الصيف مع عائلتها في مزارعهم في جزيرة آديلسو في بحيرة مالارين. في هذه الأجواء المثالية وجدت هيلما نفسها في اتصال مع الطبيعة في مرحلة مبكرة في حياتها وان هذه العلاقة العميقة مع الأشكال الطبيعية أصبحت مصدر إلهام في عملها. تأثرت بوالدها فكان لها اهتمام بالرياضيات.
في عام 1880 توفت شقيقتها الصغرى هيرمينا/ Hermina وكانت هذه نقطة البداية لاهتماماتها بالبعد الروحي للحياة.
أظهرت قدرة مبكرة في الفنون البصرية وبعد أن انتقلت الأسرة إلى ستوكهولم درست في أكاديمية الفنون الجميلة لمدة خمس سنوات وخلال هذه الفترة تعلمت فن رسم البورتريه والمناظر الطبيعية. كونت صداقات حينها مع أربعة سيدات أولهن آنا كاسل، شكلت معهن لاحقاً مجموعة «الخمسة» (دي فيم)،وهي مجموعة من الفنانين الذين شاركوا أفكارها. أصبحت لوحاتها التقليدية مصدر الدخل المالي لها في حين بقي مشروع حياتها لممارستها الخاصة منفصلة تماماعن تلك الأعمال.

## مسيرتها الفنية

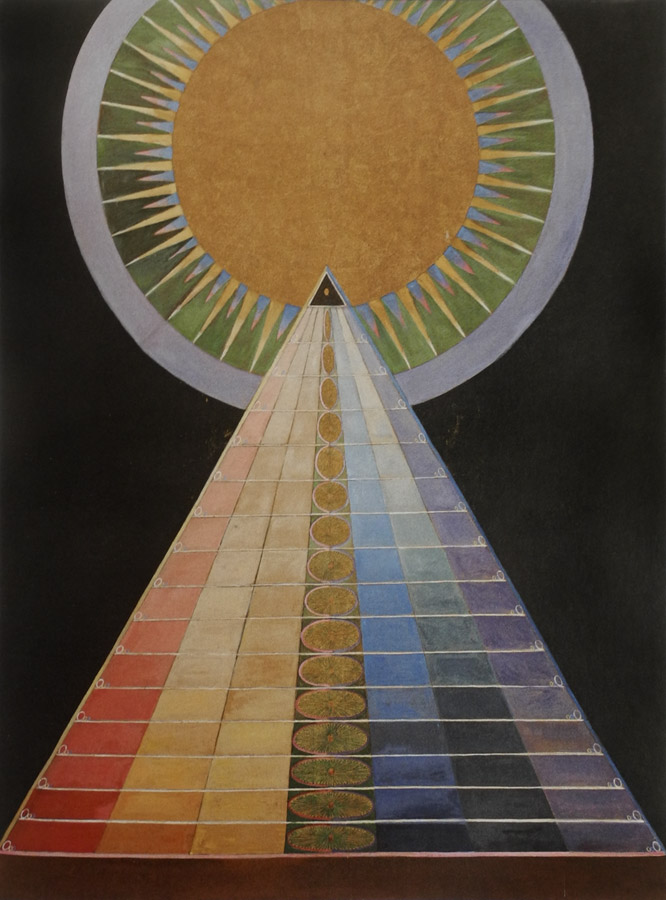
altarpiece no. 1, 1915

تميزت هيلما اف كلينت بكونها فنانه تجرأ بعلى التفكير بطريقه سابقه لزمانها . درست الفن التشكيلي عام 1882 في الأكاديمية الملكية السويدية للفنون الجميلة وبرعت في رسم المناظر الطبيعية والبرورترديه بدايه درست البورتريه التقليدي تحت إشراف كيرستين كاردون. كان لها دائما ميول قوي تجاه مسائل الروحية والسحر وبعد وفاة شقيقتها هيرمينا البالغة من العمر عشر سنوات عندما كان عمر كلينت يبلغ ثمانية عشر عامًا فقط. في هذا الوقت، بدأت للمرة الأولى في حضور الاجتماعات، اجتماعات المجموعات الغامضة التي تهدف إلى خلق حوار مع عالم الروح . بقيت في الأكاديمية لمدة 5 سنوات لاحقة، وواصلت تدريبها الفني الكلاسيكي. بعد تخرجها بمرتبة الشرف، حصلت على منحة دراسية في شكل استوديو فني في حي فنان ستوكهولم، حيث أصبحت صورها وصورها بسرعة مصدر استقلالها المالي واستقرارها. لحسن الحظ، اعترف نظام التعليم الاسكندنافي بالفعل كلا من الرجال والنساء في أكاديمياتهم (على عكس فرنسا وألمانيا) ولم يكن من غير المألوف أن تكسب المرأة عيشها من فنها. بطبيعة الحال، كان من غير المعتاد أكثر أن تصبح النساء من أصحاب الرؤى وتتفوق على مواهب معاصريه من الرجال.

## التوجهات الروحية والنفسية
التوجه الروحي والفلسفي
في العام 1892 شكلت مجموعة الخمسة مشاريع سجلت في كتاب وهي عبارة عن أفكار تعبر عن نظام جديد في التعاطي والنظر للأمور المتعلقة بالسمو الروحي. عبرت عنها مقولة عبر عنها قول غريغور/ Gregor : «كل المعرفة التي لا تدرك بالحواس أو العقل المجرد ولا القلب ولكن الجانب الأعمق من معرفة وجودك البشري هي ... معرفة روحك» .
عملت هيلما كلينت وبالتوازي مع تطور الفن التجريدي من قبل فنانين آخرين مثل موندريان، ماليفيتش وكاندينسكي الذين كانوا، مثل اف كلينت، مستوحية من حركة الثيوصوفية التي أسستها مدام بلافاتسكي . ويمكن فهم عمل اف كلينت في السياق الأوسع للبحث الحداثي لأشكال جديدة في النظم الفنية والروحية والسياسية والعلمية في بدايات القرن ال20.